# Penllyn
Penllyn är en community i Storbritannien.   Den ligger i kommunen Vale of Glamorgan och riksdelen Wales, i den södra delen av landet, 230 km väster om huvudstaden London.
Förutom byn Penllyn finns bland annat byarna Llansannor, Graig Penllyn och Ystradowen.